# Nadia Alexander

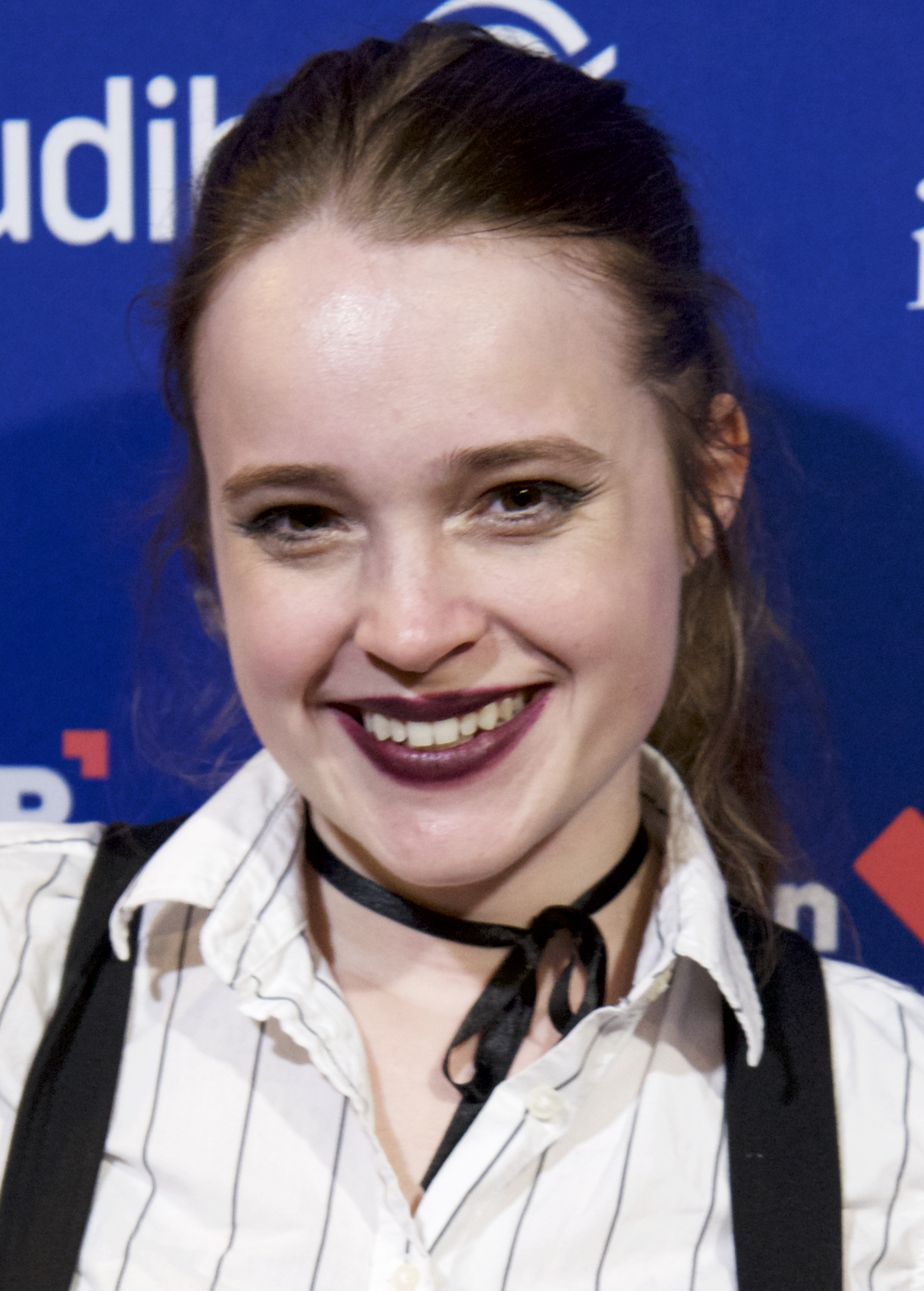
Nadia Alexander (2017)

Nadia Alexander (* 5. April 1994 in Columbia, South Carolina) ist eine US-amerikanische Schauspielerin.

## Leben
Alexander wurde am 5. April 1994 in Columbia geboren. Bereits mit sechs Jahren begann sie im Stück im The Sound of Music im Pittsburgh Area mit dem Schauspiel. Es folgten Engagements in mehreren Equity-Theatern im Südwesten von Pennsylvania, darunter am Pittsburgh Public Theater. 2007 zog sie nach New York City und spielte in Werbespots sowie im Stück There Are No More Big Secrets im Rattlestick Playwrights Theater mit.
2008 gab Alexander in Possible Side Effects ihr Filmschauspieldebüt. Die nächsten vier Jahre war sie in einer Reihe von Kurzfilmen zu sehen und spielte als Episodendarstellerin in Fernsehserien wie Law & Order, Delocated, Boardwalk Empire und The Mob Doctor mit. Kleinere Rollen erhielt sie in den Spielfilmproduktionen Zugelassen – Gib der Liebe eine Chance im Jahr 2013 sowie in Jamie Marks Is Dead aus dem Jahr 2014. 2017 wirkte sie in der Fernsehserie The Sinner an der Seite von Jessica Biel mit. 2018 spielte sie in der Serie Seven Seconds die Rolle der Nadine MacAllister. Im selben Jahr übernahm sie die weibliche Hauptrolle der Mina im Zombiefilm The Dark – Angst ist Deine einzige Hoffnung.

## Privates
Alexander ist pansexuell. Seit 2015 befindet sie sich in einer Beziehung mit der Schauspielerin und Filmschaffenden Quinn Shephard. Nach dem Dreharbeiten zum Film Not Okay, in dem Shephard Regie führte und Alexander als Schauspielerin zu sehen ist, gaben sie ihre Verlobung bekannt.

## Filmografie (Auswahl)
- 2008: Possible Side Effects (Fernsehfilm)
- 2009: On the Couch (Kurzfilm)
- 2010: Dash Cunning (Kurzfilm)
- 2010: Law & Order (Fernsehserie, Episode 20x23)
- 2010: Postales
- 2010: Delocated (Fernsehserie, Episode 2x11)
- 2010: On the Road (Kurzfilm)
- 2011: Boardwalk Empire (Fernsehserie, Episode 2x07)
- 2012: The Mob Doctor (Fernsehserie, Episode 1x01)
- 2013: Zugelassen – Gib der Liebe eine Chance (Admission)
- 2014: Jamie Marks Is Dead
- 2015: New York Saints
- 2015: The Following (Fernsehserie, Episode 3x04)
- 2015: Fan Girl (Fernsehfilm)
- 2015: The Devil You Know (Miniserie, Episode 1x01)
- 2016: Perception (Kurzfilm)
- 2016: The Wilding (Fernsehfilm)
- 2017: Elementary (Fernsehserie, Episode 5x18)
- 2017: Blame – Verbotenes Verlangen (Blame)
- 2017: The Sinner (Fernsehserie, 4 Episoden)
- 2018: Bull (Fernsehserie, Episode 2x13)
- 2018: Seven Seconds (Miniserie, 9 Episoden)
- 2018: The Dark – Angst ist Deine einzige Hoffnung (The Dark)
- 2018: Boarding School
- 2018: Blue Bloods – Crime Scene New York (Blue Bloods, Fernsehserie, Episode 9x08)
- 2019: Instinct (Fernsehserie, Episode 2x04)
- 2020: Monsterland (Fernsehserie, Episode 1x05)
- 2021: Younger (Fernsehserie, Episode 7x02)
- 2021: Cutter (Kurzfilm)
- 2022: Servant (Fernsehserie, Episode 3x04)
- 2022: Tankhouse
- 2022: Not Okay
- 2023: Pendulum

## Theater (Auswahl)
- The Sound of Music, Pittsburgh Area
- There Are No More Big Secrets, Rattlestick Playwrights Theater